# ريموس سيرنيا
ريموس سيرنيا (بالإنجليزية: Remus Cernea)‏ من مواليد 25 يونيو 1974، هو ناشط روماني ضد التمييز على أساس العقيدة والدين، ومدافع عن الفصل بين الكنيسة والدولة ومؤسس جمعية التضامن من أجل حرية الضمير. من 2012 إلى 2016 شغل منصب عضو مجلس النواب. كما كان رئيس حزب الخضر. خاض الانتخابات الرئاسية الرومانية لعام 2009 وكان مرشحًا عن حزب الخضر، وحصل على أكثر من 60 ألف صوت. في أكتوبر 2010 ترك حزب الخضر بسبب الاختلافات الأيديولوجية وأنشأ الحركة الخضراء.